# Alexandra Reid
Alexandra Reid Varley (Kansas City, Kansas, 5 de marzo de 1989), más conocida como Alexandra Reid, Alex Reid o simplemente Alex, es una cantante y rapera estadounidense. Es conocida por ser exmiembro del grupo femenino surcoreano Blackswan (en aquel entonces llamado Rania o Rania BP), convirtiéndose en la primera cantante estadounidense y afrodescendiente de K-pop en el mundo.

## Biografía
Alexandra Reid Varley nació en Kansas City, Kansas. Se mudó a Plano, Texas, cuando era niña, y comenzó a trabajar como modelo en la escena de la moda en Dallas. Reid es mestiza y tiene ascendencia sueca, subsahariana y húngara.

## Carrera

### 2004-2014: Comienzos de su carrera yLetters to My Ex
Reid fue presentada como una de los dieciséis miembros del elenco de la tercera temporada del programa de telerrealidad infantil Endurance de Discovery Kids en 2004. Compitió en el Equipo Verde, quedando finalmente en el séptimo lugar en la competencia. Tiempo después, el asistente de Reid descubrió su perfil de Myspace, lo que la impulsó a mudarse a la ciudad de Nueva York. Una vez allí, inició los preparativos para su debut, firmando finalmente un contrato de grabación con Def Jam Recordings y un contrato de publicación con Sony Music. Luego se mudó a Los Ángeles, California con su representante Scooter Braun. Reid lanzó su sencillo debut, "Body to Body", el 7 de noviembre de 2011, junto con su video musical. La letra de la canción fue escrita por ella misma, mientras que la parte instrumental fue producida por Dru Castro y Phil Margaziotis. La canción fue interpretada en vivo por primera vez junto con una versión de "Do It Like a Dude" de Jessie J en el evento Kwanzaa Fest 2011 celebrado en Dallas, Texas.
Reid lanzó su primer EP, Letters to My Ex, el 31 de agosto de 2012. A pesar de no entrar en las listas, el EP recibió críticas positivas en blogs y foros de música en línea. Letters to My Ex produjo dos sencillos antes de su lanzamiento inicial: el primer sencillo, "Soldier", se lanzó el 3 de agosto de 2012. El segundo sencillo, "My Ex", fue lanzado el 10 de agosto de 2012. Después de esto, y tras una pausa de 1 año, el 14 de febrero de 2014, Reid lanzó un nuevo sencillo independiente, "Want Me Some U".

### 2015-2017: Rania (Blackswan)
DR Music anunció el regreso de Rania con seis miembros luego de numerosos cambios en la formación antes del anuncio el 29 de octubre de 2015. Posteriormente, el 4 de noviembre de 2015, Reid fue revelada como la tercera y última incorporación al grupo. Su membresía recibió la aprobación de los fans coreanos, y muchos elogiaron su apariencia. El tercer EP de Rania, Demonstrate, fue lanzado el 4 de noviembre de 2015, sin embargo, el video musical de su canción principal no presentó a Reid y, en cambio, mostró numerosas tomas de los otros miembros a lo largo de sus versos. Los medios de comunicación de Corea del Sur abordaron la situación, citando problemas en la producción. El vídeo musical fue relanzado el 11 de noviembre de 2015, presentando numerosas tomas de Reid filtradas en escala de grises. La canción fue interpretada en vivo por primera vez con la formación completa en la transmisión del programa de televisión musical Show! Music Core de MBC el 14 de noviembre de 2015.
En 2016, DR Music anunció la salida de los tres miembros originales restantes de Rania, Di, T-ae y Xia, lo que resultó en el aplazamiento de su próximo EP. Posteriormente, Reid fue ascendida a líder del grupo. Después de una breve temporada en los Estados Unidos para finalizar la producción del próximo álbum de Rania, el álbum se presentó en el evento W Concert celebrado en Seúl, Corea del Sur, el 20 de noviembre de 2016. DR Music anunció que el grupo pasaría a llamarse BP Rania, y finalmente lanzó su cuarto EP, Start a Fire, el 29 de diciembre de 2016. "Make Me Ah" sirvió como su segundo sencillo promocional. DR Music anunció la ausencia de Reid de las presentaciones restantes programadas para el sencillo el 21 de febrero de 2017, debido a que le ofrecieron un papel en una película. Interpretó a Britt en la película biográfica de TV One Bobbi Kristina, que se estrenó el 8 de octubre de 2017. Tras una serie de acontecimientos que incluyeron una disputa con el coreógrafo de BP Rania, DR Music anunció la salida de Reid del grupo el 19 de agosto de 2017.

### 2017-presente: sencillos independientes y próximos proyectos
El 9 de diciembre de 2017, Reid anunció el lanzamiento del sencillo "East West". Finalmente se lanzó el 19 de marzo de 2018. También lanzó el sencillo "Gretchen Wieners" el 24 de junio de 2018.
Actualmente está escribiendo unas memorias que giran en torno a sus experiencias en la industria musical de Corea del Sur.

## Filmografía

### Televisión
| Título            | Año  | Papel       | Notas                    |
| ----------------- | ---- | ----------- | ------------------------ |
| Endurance: Hawaii | 2004 | Concursante | 7º puesto                |
| Bobbi Kristina    | 2017 | Britt       | Película para televisión |

### Vídeos musicales
| Título           | Año  | Artista                    | Director   |
| ---------------- | ---- | -------------------------- | ---------- |
| "You Changed Me" | 2015 | Jamie Foxx con Chris Brown | Director X |

## Discografía

### EPs
| Título           | Detalles del EP |
| ---------------- | --- |
| Letters to My Ex | - Fecha de lanzamiento: 12 de septiembre de 2012 - Discográfica: Independiente - Formato: Descarga digital, streaming online |

### Sencillos
| Título                    | Año  | Álbum               |
| ------------------------- | ---- | ------------------- |
| "Body to Body"            | 2011 | Sencillo sin álbum  |
| "Soldier" (feat. Traphik) | 2012 | Letters to My Ex    |
| "My Ex"                   | 2012 | Letters to My Ex    |
| "Want Me Some U"          | 2014 | Sencillo sin álbum  |
| "Good Girl"               | 2014 | Letters to My Ex    |
| "Good Shh!"               | 2016 | Sencillos sin álbum |
| "East West"               | 2018 | Sencillos sin álbum |
| "Gretchen Wieners"        | 2018 | Sencillos sin álbum |